# Jacek Kutzner
Jacek Kutzner (ur. w 1966 roku) – polski historyk i publicysta, specjalizujący się w problematyce Polskich Sił Zbrojnych na Zachodzie.
W 1986 roku aresztowany w czasie rozbicia przez Służbę Bezpieczeństwa warszawskiej drukarni Federacji Młodzieży Walczącej, za co został skazany na cztery miesiące więzienia. Od 1989 roku pracownik Komitetu Obywatelskiego przy Lechu Wałęsie.
W 2016 roku odznaczony Krzyżem Wolności i Solidarności.

## Publikacje książkowe
- Zwycięstwa pilotów myśliwskich Polskich Sił Powietrznych na Zachodzie 1940-1945, Oficyna Wydawnicza "Adiutor" 2007.
- 303. Dywizjon Myśliwski w bitwie o Wielką Brytanię, Rytm 2010.
- Polska 1. Dywizja Pancerna w Normandii, z Juliuszem S. Tymem, Rytm 2010.
- Polacy z Wehrmachtu... w polskiej 1. Dywizji Pancernej gen. Maczka, z Aleksandrem Rutkiewiczem, Rytm 2011.
- 308. Dywizjon Myśliwski „Krakowski”. Zarys działań wojennych, Rytm 2012.
- 315. Dywizjon Myśliwski "Dębliński". Zarys działań wojennych, Rytm 2013.
- 303. Dywizjon myśliwski Warszawski im. Tadeusza Kościuszki. Działania wojenne 1940-1945, Wydawnictwo Napoleon V 2018